# کلر واینستین
کلر واینستین (زاده ۱ مارس ۲۰۰۷) یک شناگر سبک آزاد المپیک آمریکایی است که برای تیم شنای آبچلیک‌های نوادا در لاس‌وگاس شنا می‌کند. در مسابقات جهانی شنا ۲۰۲۲، واینستین به تیم ایالات متحده کمک کرد تا مدال طلا را در امدادی آزاد ۴x۲۰۰ متر زنان کسب کند.
در المپیک ۲۰۲۴ پاریس، واینستین در ماده ۲۰۰ متر آزاد انفرادی شنا کرد که در آن به فینال راه یافت و به رتبه هشتم رسید. او مدال نقره ۴x۲۰۰ متر امدادی آزاد را به دست آورد و کیتی لدکی، پیج مدن و ارین جمل به او پیوستند. تقسیم ۱:۵۴٫۸۸ واینستین سریعترین تیم و چهارمین سریعترین سبک آزاد در ۲۰۰ متر توسط یک زن آمریکایی در تاریخ بود.

## اوایل زندگی
واینستین دختر رادنی و دایان واینستین است، او یک برادر بزرگتر  به نام مایکل و سه خواهر کوچکتر به نام‌های مری، سوفی و اما دارد و در وایت پلینز، نیویورک به دنیا آمد. او یهودی است، در سنت یهودیت اصلاحی بزرگ شده و در کنیسه اصلاحات جماعت کول آمی در وایت پلینز، نیویورک، بر میتصوا و بت میتصوا داشت. او در مدرسه راهنمایی هایلندز در وایت پلینز تحصیل کرد.
برای پروژه میتصوا، او داوطلبانه وقت خود را صرف مربیگری شناگران جوان در مدرسه شنای باشگاه آبی وستچستر در جلسات و تمرینات بین تیمی کرد، زیرا اشتیاق او به این ورزش و اعتقاد به اینکه همه باید شنا را یاد بگیرند و فرصت داشته باشند در صورت تمایل شناگر رقابتی باشند. از طرف او کمک مالی به بنیاد شنای یادبود کریستوفر دیویی برای کمک به شناگران کم درآمد انجام شد. او در دبیرستان وایت پلینز تحصیل کرده است.

## پیگیری شنا

### آغاز حرفه
واینستین از شش سالگی شروع به شنای رقابتی کرد. او حرفه شنای رقابتی خود را در تیم لیک آیل در ایستچستر، نیویورک آغاز کرد و رکوردهای متعددی را در مسابقات قهرمانی کنفرانس شنا شهرستان وستچستر به ثبت رساند. در طول سال تحصیلی، واینستین در تیم شنای وایت پلینز ورسیتی شنا کرد و در تمام طول سال در تیم باشگاهی وستچستر آبی شرکت کرد. سرمربی باشگاه آبی وستچستر، کارل فیرو، واینستین را به عنوان مربی توصیف کرد که خیلی راحت با کارش ارتباط گرفت و واقعاً عاشق آب بود. علاوه بر این، او تمام تمرکزش را روی رسیدن به اهداف بزرگ گذاشته بود. او در انجام تمرینات سخت کوش بود و به اعضای تیم انگیزه می‌داد.

### ۲۰۲۱
در سال ۲۰۲۱، واینستین در سن ۱۳ سالگی توانست شرایط لازم را برای حضور یافتن در مسابقات المپیک ۲۰۲۰ ایالات متحده کسب. او به یکی از جوان‌ترین شناگرانی تبدیل شد که توانست به این مسابقات راه پیدا کند. واینستین در ۴۰۰ متر آزاد در رده بیستم قرار گرفت و برای المپیک تابستانی ۲۰۲۰ آن سال شرکت نکرد.
در سپتامبر ۲۰۲۱، واینستین به لاس وگاس، نوادا نقل مکان کرد تا با آبچلیک‌های نوادا تمرین کند.

### ۲۰۲۲
در ۳ آوریل ۲۰۲۲، واینستین با بیش از یک دقیقه برنده مسابقات قهرمانی ملی و قهرمانی نوجوانان ایالات متحده آمریکا ۵ کیلومتر شد.
در آزمون‌های تیمی بین‌المللی شنای ایالات متحده آمریکا در سال ۲۰۲۲، واینستین برای تیم ایالات متحده در مسابقات جهانی شنا ۲۰۲۲ واجد شرایط شد. در این روند، او سریع‌ترین دختر ۱۵ ساله آمریکایی شد که در ماده ۲۰۰ متر آزاد شنا کرد.